# Axel (cantante)
Axel Patricio Fernando Witteveen (Rafael Calzada, 1 de enero de 1977) , es un cantante y compositor argentino. Ha sido galardonado con cinco Premios Carlos Gardel, un MTV Europe Music Awards, un MTV Latinoamérica, dos 40 principales, un MTV Millennial Awards, un Kids Choice Awards Argentina, un TVyNovelas, un Heat Latin Music Awards, entre otros.

## Carrera musical

### Sus inicios en el medio artístico
Se trasladó a la costa argentina para actuar en los locales nocturnos de las zonas turísticas durante la temporada de verano. Después volvió a su ciudad natal para trabajar en una empresa familiar. A los pocos meses, le ofrecieron un trabajo como reportero en un programa de música que se emitía en Canal 26, llamado Ranking 26. Su primera entrevista fue con Julio Iglesias. Al poco tiempo, sustituyó al presentador del programa y eso le dio la oportunidad de presentarse al público como pianista e intérprete, logrando que Sony Music Argentina se interesara por él.

### 1999-2002: Primeros álbumes
En 1999 lanzó su primer disco bajo el nombre de La clave para conquistarte. Como compositor, Axel comenzó con las giras por el interior de Argentina recorriendo numerosas localidades en compañía de su piano, su fuente de inspiración eran sus propias experiencias y, principalmente, las relacionadas con el amor. De este álbum se destacan «La clave para conquistarte», «Mamma mía», «Te equivocas», y «Amada mía».
En 2001 regresó a los estudios de grabación con su disco Mi forma de amar, sus canciones de difusión fueron «Agua salada» y «Mi fuerza eres tú».

### 2003-2007:AmoyHoy

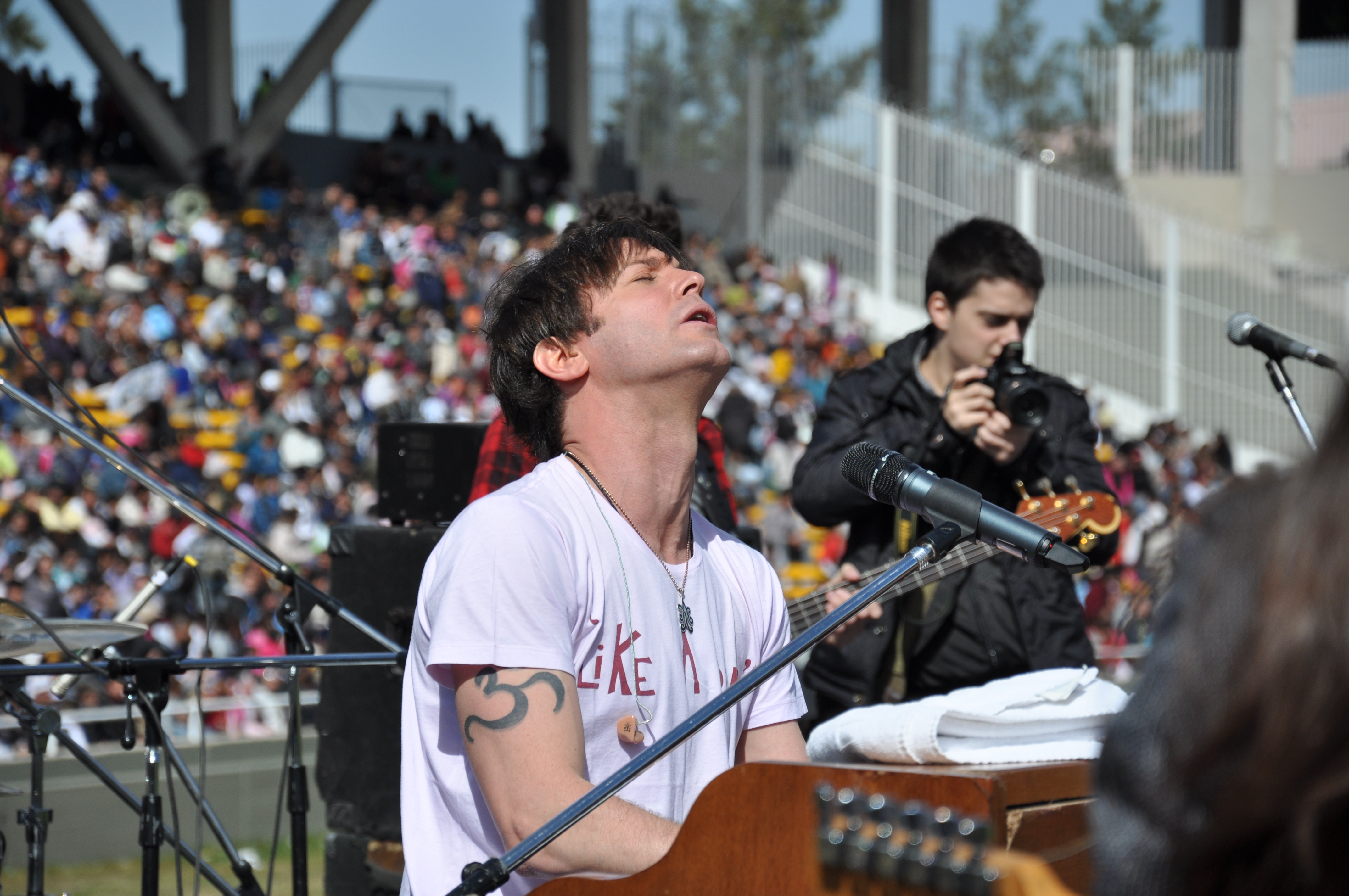
Axel en una presentación en vivo

En 2004 publicó una nueva producción discográfica bajo el nombre de Amo, este disco incluía la canción homónima que llegó a los primeros puestos en las radios de Argentina y América Latina, proporcionándole un público mayor. Un año más tarde lanza De punta a punta: Lo mejor de Axel, CD que incluye los mejores temas de su carrera.
El 22 de noviembre de 2005, editó un nuevo material bajo el nombre Hoy. Los trece temas que integran la placa son de su autoría y sobrevuelan las temáticas de amor, desamor e historias personales muy íntimas, entre las que se destacan «Tu amor por siempre», «¿Qué estás buscando?», «Si va a ser... será» y «Miradas». Este álbum fue presentado en más de 200 conciertos y por su éxito la discográfica lo reeditó en una Edición Especial en formato CD+DVD. Esta producción contiene el disco en su totalidad, más temas extra en vivo extraídos de sus conciertos en el Teatro Gran Rex y un DVD con sus clips, videos en directo y un especial sobre cómo se grabó Hoy. Ese mismo año, Axel compuso y cantó la canción Se dice amor para la telenovela homónima.
En febrero de 2007 se presentó como jurado internacional en el Festival Internacional de la Canción de Viña del Mar. Paralelamente comenzó a trabajar con fundaciones sociales como la Fundación PUPI, Sur Solidario y la Fundación Cecilia Baccigalupo, entre otras, aportando su colaboración y tratando de concientizar al público en la importancia de la solidaridad.

### 2008-2010:Universo/Todo mi universo
El 13 de mayo de 2008, publicó su disco Universo, que cuenta con 13 canciones de su autoría. El CD quedó bajo la producción del mismo Axel junto a Juan Blas Caballero, fue grabado y mezclado en los estudios Panda de Argentina y masterizado por Tom Baker (Juanes, Bajofondo, Fergie, etc, en los estudios Precisión Mastering de Los Ángeles. El lunes 31 de marzo comenzó a escucharse su nueva canción «Celebra la Vida», primer sencillo de su nuevo álbum, el cual fue presentado en el Teatro Gran Rex donde más de 10 000 personas presenciaron en cuatro noches el lanzamiento oficial de la Gira Universo. Luego, el lunes 21 de julio, lanzó en Argentina su videoclip de su segundo corte, «Verte Reír». El video fue dirigido por Claudio Divella. El tema «Celebra la vida» logró colocarse en los primeros puestos en las radios de habla hispana. Debido a su mensaje a favor de la vida, la misma fue utilizada por varias fundaciones de todo el continente. A mediados del 2009 salió a la venta un CD edición especial llamado Todo mi universo que incluye el track «¿Cómo decirte que te quiero?», canción utilizada en la novela Herencia de amor, una versión de «Celebra la vida» interpretada a dúo con David Bustamante y Makano, además de otras dos canciones. Luego de recorrer todo el continente convocando a más de 800.000 personas, llegó la consagración en Argentina. Axel cerró su Universo Tour el 21 de noviembre de 2009 con localidades agotadas en el estadio de Ferro de la Ciudad de Buenos Aires. A partir de este álbum, Axel recibió importantes premios como el Premio Gardel, MTV LA Award como «Mejor Artista Sur», el premio 40 Principales (España) y el premio «Más que una canción» (España, por «Celebra la vida»).
El 4 de junio de 2010 sacó su primer DVD nombrado Amor por siempre que contenía imágenes de los recitales realizados el 25 de enero de 2009 en el Paseo Hermitage de Mar del Plata, donde asistieron más de 150.000 personas.

### 2011-2013:Un nuevo sol

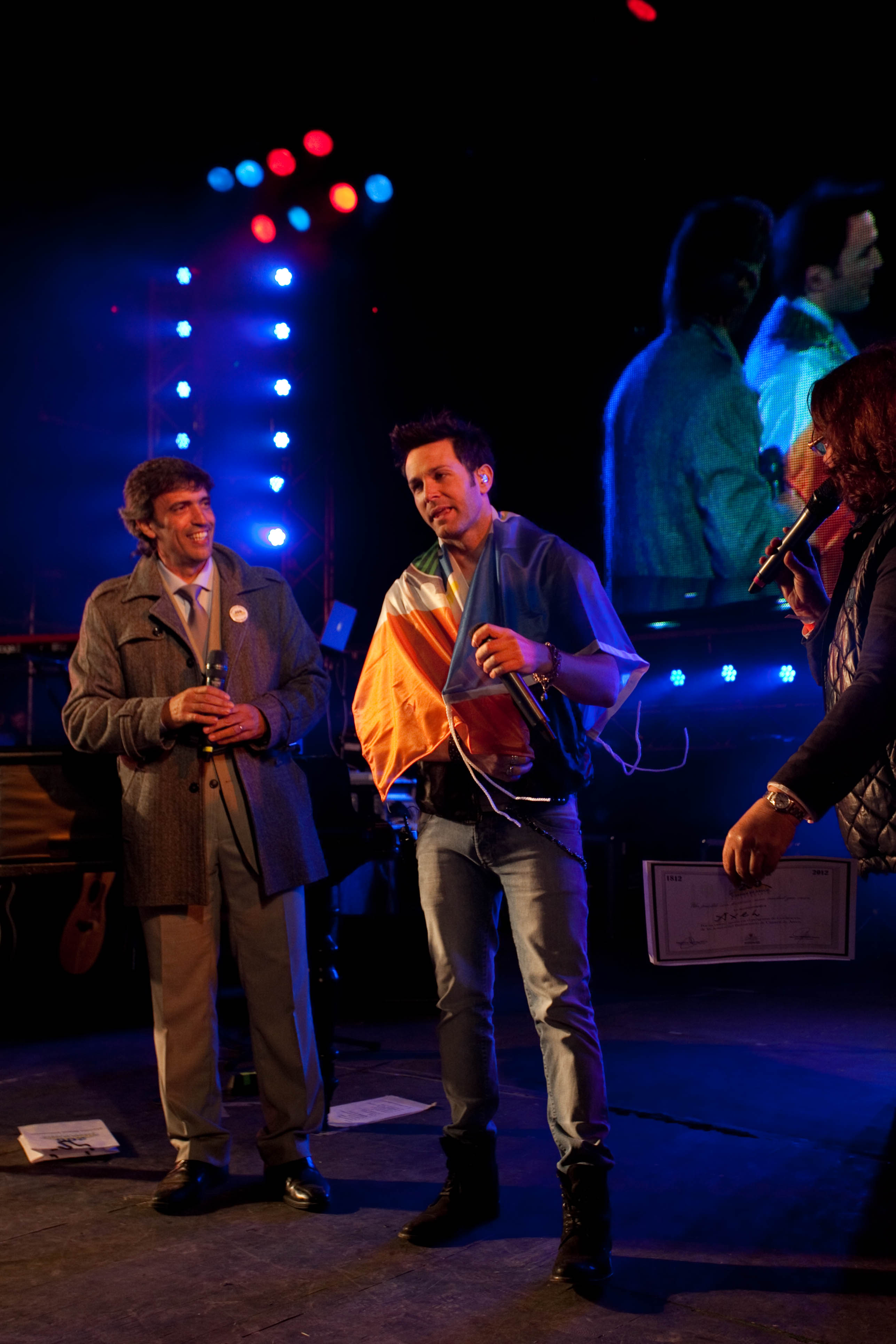
Axel en la Fiesta del Bicentenario de Carmen de Areco con la Bandera de la Ciudad

El 6 de junio de 2011 lanzó el sencillo «Te voy a amar», que rápidamente subió a los primeros puestos de las emisiones de radios de toda América Latina, primer adelanto del disco Un nuevo sol que salió a la venta el 8 de agosto de 2011 y que en el mismo día del lanzamiento se transformó en disco de oro y de platino en Argentina. El 24 de octubre de 2011 lanzó su segundo sencillo «Todo Vuelve». Axel se despidió de Buenos Aires con 4 funciones en el Luna Park, casi 30.000 espectadores y localidades agotadas. El 25 de enero de 2012, ofreció un concierto para 150.000 personas en el Paseo Hermitage de Mar del Plata, tal cual lo había hecho hace 3 años atrás. El 22 de marzo de 2012 apareció en el Lunario del Auditorio Nacional de México, donde previamente había agotado las localidades e invitó al escenario a Merche y Noel Schajris. El 4 de julio del mismo año, lanzó el tercer corte de difusión titulado «Todo mi mundo». El clip contó con la dirección de Claudio Divella y está ambientado en los años ’60.
En 2012 fue jurado del ciclo musical La voz Argentina, emitido por Telefe. La segunda etapa del 2012 lo encuentra de gira con Un Nuevo Sol Tour con el que recorrió toda Latinoamérica, para finalizar el año con localidades en Argentina donde el 8 de diciembre dio un concierto en el Estadio Vélez con localidades agotadas e invitados especiales como Mateo Iturbide (participante de su equipo en La Voz Argentina quien logró llegar a la final del programa quedando en 4.º lugar) y David Bisbal, entre otros.
El 18 de marzo de 2013, fue convocado por los colaboradores del Papa Francisco para participar de un acto en las puertas de la Catedral en la vigilia realizada en la Plaza de Mayo para esperar la misa de inauguración del pontificado del papa argentino celebrada en la Ciudad del Vaticano. Axel agregó: "Es un honor para mí ser parte de este acontecimiento histórico, espero aunar en mi voz, la voz de todos aquellos que quieren celebrar la vida cada día" y además, indicó que "siendo devoto de San Francisco de Asís durante toda mi vida, para mí es un honor, me siento muy emocionado con esta invitación, estar presente me llena de alegría y me emociona que mi música acompañe el mensaje del Papa Francisco en esta nueva etapa".

### 2014-2016:Tus ojos, mis ojos
El martes 13 de mayo de 2014, salió a la venta su disco llamado Tus ojos, mis ojos, el cual logró el disco de platino en Argentina. El primer sencillo fue «Afinidad», con el que gana el premio Quiero a mejor video pop y el premio Gardel, a video del año. Luego lanzó «Quedate» como segundo sencillo y «Somos uno» con el argentino Abel Pintos en 2014. Al año siguiente, lanzó el último sencillo «Y que» con la malagueña Vanesa Martín, este último tema se posicionó en las listas de popularidad como en top 20 de Monitor Latino, Luego emprendió el, Mis ojos tus ojos tour.
En 2014 fue elegido junto al grupo Kaay para ser uno de los intérpretes del tema de la telenovela Mi corazón es tuyo. En 2015, fue jurado del reality musical de Telefe, Elegidos (La música en tus manos), junto a Soledad Pastorutti, el dúo Miranda! y el Puma Rodríguez. Ese año, formó parte del sencillo «No te quiero nada» del dúo estadounidense Ha*Ash, de su álbum Primera fila: Hecho realidad y colaboró con la malagueña Vanesa Martín en el tema «Casi te rozo» para su álbum Crónica de un baile.

### 2017-presente:Ser
En 2017, lanzó su primer sencillo del nuevo disco «Que nos animemos» junto a la cantante Becky G. Su segundo sencillo «Aire», fue estrenado en la novela Las Estrellas por El Trece. El 25 de agosto de ese mismo año, salió a la venta su octavo disco Ser, que fue disco de oro, además, fue ganador en los Premios Gardel en la categoría Canción del año con «Aire» y fue nominado por primera vez para los Premios Grammy Latinos con "Ser" en Mejor álbum vocal contemporáneo pop. 
En 2018, fue jurado del reality musical de Telefe, La Voz Argentina, junto a Soledad Pastorutti, Tini y Ricardo Montaner. Además, su tema «Soñemos juntos» fue la canción oficial de la selección de fútbol de Argentina para el Campeonato Mundial de Rusia 2018. Fue nombrado "Embajador en América Latina de National Geographic Partners", siendo el primer embajador en América Latina por su compromiso con el cuidado y respeto del medio ambiente. Actualmente, tiene una campaña con National Geographic llamada "¿Planeta o Plástico?". En octubre, lanzó un nuevo sencillo junto a Soledad Pastorutti llamado «No es no», formando parte de una campaña contra la violencia de género con Unicef.
En 2019, volvió a cantar por cuarta vez para el Papa Francisco en la Jornada Mundial de la Juventud 2019 con su tema «Celebra la vida» ante 25 mil jóvenes, siendo el encargado del acto musical central durante la vigilia.

## Vida personal
Fue pareja de Delfina Lauría, hermana de su representante, con quien tuvo cuatro hijos. El 14 de marzo de 2010, fue padre por primera vez de Águeda. El 26 de febrero de 2013 nació su segunda hija, Aurelia y el 21 de junio de 2015 nació Fermín, su primer hijo varón. El 8 de mayo de 2020, Axel presentó a su cuarto hijo, Gregorio. Axel es vegano.
El 15 de octubre de 2019, Axel fue denunciado ante los tribunales de la ciudad de Cipolletti, provincia de Río Negro, por un delito contra la integridad sexual. El Ministerio Público Fiscal de Río Negro ratificó la acusación y en un comunicado sostuvo que, según el relato de la presunta víctima, «se trataría de un abuso sexual simple y habría ocurrido en 2017». Axel había dado tres presentaciones en la provincia de Río Negro durante 2017 y los hechos de los que se lo acusó habrían ocurrido cuando se encontraba en la ciudad de Catriel. El 23 de diciembre del mismo año, la fiscalía de Cipolletti archivó la denuncia en su contra ante la falta de pruebas y testigos que acreditaran lo afirmado por la supuesta víctima.
Axel es católico. Participó en la Jornada Mundial de la Juventud de 2013 y de 2019. En una ocasión, declaró que pensó en ser sacerdote.

## Discografía
Álbumes de estudio
- 1999: La clave para conquistarte
- 2001: Mi forma de amar
- 2004: Amo
- 2005: Hoy
- 2008: Universo
- 2011: Un nuevo sol
- 2014: Tus ojos, mis ojos
- 2017: Ser
- 2024: Vuelve[39]

## Televisión
- 1997 - La nena
- 1998 - Ranking 26 (notero)
- 2004 - Los secretos de papá (él mismo)
- 2005 - Casados con hijos (él mismo)
- 2009 - Casi ángeles (participación)
- 2012 -  La voz Argentina (jurado)
- 2014 - Mi corazón es tuyo (él mismo)
- 2014 - Junior Express (Dr. Horacio)
- 2015 - Elegidos (La música en tus manos) (jurado)
- 2018 - La Voz Argentina (jurado)
- 2023, 2024 - Yo me llamo Ecuador (jurado)

## Premios y nominaciones
| Año  | Premiación                      | Categoría                           | Trabajo Nominado           | Resultado | ref.          |
| ---- | ------------------------------- | ----------------------------------- | -------------------------- | --------- | ------------- |
| 2000 | Premios Gardel                  | Mejor álbum pop                     | La clave para conquistarte | Nominado  |               |
| 2006 | MTV Latinoamérica               | Mejor artista nuevo sur             | Él mismo                   | Ganador   |               |
| 2006 | MTV Latinoamérica               | Artista promesa                     | Él mismo                   | Nominado  |               |
| 2008 | 40 Principales                  | Mejor artista argentino             | Él mismo                   | Ganador   | [ 40 ]        |
| 2009 | 40 Principales                  | Mejor artista argentino             | Él mismo                   | Nominado  | [ 41 ]        |
| 2009 | Premios Gardel                  | Mejor artista masculino pop         | Él mismo                   | Nominado  | [ 42 ]        |
| 2009 | Premios Gardel                  | Álbum del año                       | Universo                   | Nominado  |               |
| 2009 | Premios Gardel                  | Canción del año                     | Verte reír                 | Nominado  |               |
| 2009 | Premios Gardel                  | Mejor videoclip                     | Verte reír                 | Nominado  |               |
| 2009 | Premios Gardel                  | Mejor ingeniería de grabación       | Universo                   | Nominado  |               |
| 2012 | Kids Choice Awards Argentina    | Cantante latino favorito            | Él mismo                   | Ganador   | [ 43 ]        |
| 2012 | MTV Europe Music Awards         | Mejor artista Sur                   | Él mismo                   | Ganador   |               |
| 2012 | Premios Quiero                  | Mejor video pop                     | Todo vuelve                | Nominado  | [ 44 ]        |
| 2012 | Premios Gardel                  | Mejor álbum artista masculino pop   | Un nuevo sol               | Ganador   | [ 45 ]        |
| 2013 | Kids Choice Awards Argentina    | Canción favorita                    | Pensando en ti             | Nominado  |               |
| 2014 | Premios Juventud                | Mi artista pop/rock                 | Él mismo                   | Nominado  | [ 46 ]        |
| 2014 | Premios Juventud                | Voz del momento                     | Él mismo                   | Nominado  | [ 46 ]        |
| 2014 | MTV Millennial Awards           | Artista argentino del año           | Él mismo                   | Ganador   | [ 47 ]        |
| 2014 | Kids Choice Awards Argentina    | Artista argentino favorito          | Él mismo                   | Nominado  | [ 48 ]        |
| 2014 | Kids Choice Awards Argentina    | Canción latina favorita             | Afinidad                   | Nominado  | [ 48 ]        |
| 2014 | Premios Quiero                  | Mejor video pop                     | Afinidad                   | Ganador   |               |
| 2014 | Premios Quiero                  | Mejor video melódico                | Quédate                    | Nominado  |               |
| 2014 | 40 principales                  | Mejor artista o grupo de Argentina  | Él mismo                   | Nominado  |               |
| 2015 | Premios TVyNovelas              | Mejor tema musical de telenovela    | Mi corazón es tuyo         | Ganador   |               |
| 2015 | Premios Gardel                  | Premio Gardel de Oro                |                            | Ganador   | [ 49 ] [ 50 ] |
| 2015 | Premios Gardel                  | Canción del año                     | Afinidad                   | Ganador   | [ 49 ] [ 50 ] |
| 2015 | Premios Gardel                  | Álbum del año                       | Tus ojos, mis ojos         | Ganador   | [ 49 ] [ 50 ] |
| 2015 | Premios Gardel                  | Mejor álbum artista masculino pop   | Tus ojos, mis ojos         | Ganador   | [ 49 ] [ 50 ] |
| 2015 | Premios Gardel                  | Mejor ingeniería de grabación       | Tus ojos, mis ojos         | Nominado  | [ 49 ] [ 50 ] |
| 2015 | Premios Gardel                  | Mejor producción del año            | Tus ojos, mis ojos         | Nominado  | [ 49 ] [ 50 ] |
| 2015 | Premios Gardel                  | Mejor videoclip                     | Quédate                    | Nominado  | [ 49 ] [ 50 ] |
| 2015 | Premios Heat Latin Music Awards | Mejor artista región sur            | El mismo                   | Ganador   | [ 51 ]        |
| 2015 | Kids Choice Awards Argentina    | Artista local favorito              | El mismo                   | Nominado  |               |
| 2018 | Premios Gardel                  |                                     |                            |           |               |
| 2018 | Premios Gardel                  | Canción del año                     | Aire                       | Ganador   | [ 52 ]        |
| 2018 | Premios Gardel                  | Álbum del año                       | Ser                        | Nominado  | [ 52 ]        |
| 2018 | Premios Gardel                  | Mejor álbum artista masculino pop   | Ser                        | Nominado  | [ 52 ]        |
| 2018 | Premios Gardel                  | Mejor ingeniería de grabación       | Ser                        | Nominado  | [ 52 ]        |
| 2018 | Premios Grammy Latinos          | Mejor álbum vocal pop contemporáneo | Ser                        | Nominado  | [ 53 ]        |
| 2018 | Premios Quiero                  | Video artista masculino             | Aguaribay                  | Nominado  |               |
| 2018 | Premios Quiero                  | Mejor coreografía                   | Bailas para amar           | Nominado  |               |